# Jack e il fagiolo magico (miniserie televisiva)
Jack e il fagiolo magico (Jack and the Beanstalk: The Real Story) è una miniserie televisiva statunitense del 2001 diretta da Brian Henson.
La miniserie, composta da due puntate, è liberamente ispirata alla favola inglese Jack e il fagiolo magico ed è stato riadattata da Brian Henson in una versione più etica e umana. Fa convivere, in un mondo fantastico, degli umani e dei giganti legati alla mitologia di varie culture: ebraica, buddista e del Nordeuropa.

## Trama
Jack Robinson (Matthew Modine) è il ricco amministratore delegato della Robinson Enterprises, l'azienda di famiglia. Nonostante la sua vasta fortuna e la bella vita che conduce c'è qualcosa che preoccupa l'uomo: sulla famiglia Robinson grava infatti quella che sembra essere una maledizione. Tutti gli uomini della famiglia sono morti prima di raggiungere i quarant'anni e lo stesso vale per il padre di Jack, morto quando questi era ancora un ragazzo e di cui continua ad avere un sogno in cui il padre, inseguito da un gigante furioso, gli intima di scappare. Jack stesso sta per avvicinarsi a quella che dovrebbe essere la sua data fatidica ma non sembra essere in pericolo, anche se ciò gli impedisce di voler avere eredi, per non condannarli a crescere senza un padre e a morire anzitempo.
Jack continua quindi a condurre una vita il più salutare possibile, aiutato dal suo fedele maggiordomo e a gestire l'azienda, aiutato dal suo braccio destro Sigfried, detto Siggy (Jon Voight), amico e consulente del padre, che in un'occasione lo convince a tagliare i fondi per un progetto legato a piante di legume geneticamente modificate in grado di resistere alle condizioni più avverse, rendendole dunque efficaci per sfamare i paesi più poveri. La sera stessa Jack riceve la visita di Ondine, una misteriosa donna che lo accusa di essere un ladro e un assassino e di aver riportato alla luce una tomba che non sarebbe dovuta tornare alla luce, per poi svanire nel nulla.
Jack scopre da Siggy che la donna si riferisce ai lavori su un terreno in una piccola cittadina in Inghilterra vicino al castello di famiglia, dove la sua impresa sta costruendo un casinò e dove durante gli scavi sono state rinvenute delle ossa giganti. Jack decide quindi di partire per l'Inghilterra e verificare di persona l'evento ma l'accoglienza degli abitanti del posto non è delle migliori. Nel luogo dove sono conservate le ossa Jack scopre che quelle inizialmente ritenute ossa di un dinosauro si sono rivelate poi di un essere umano gigantesco, morto in seguito a un violento colpo alla testa. Nella notte Jack viene assalito nella sua stanza da un uomo che in realtà vuole condurlo da una donna che egli riconosce come la sua prozia Wilhelmina, che credeva morta da anni.
Wilhelmina (Vanessa Redgrave) racconta all'uomo la verità sulla famiglia, tramite la fiaba di Jack e il fagiolo magico: la storia di un ragazzo di nome Jack Robinson e della sua povera madre e di come ottenne dei fagioli magici capaci di crescere in una enorme a altissima pianta. In cima alla pianta il ragazzo trovò un castello abitato da un gigante crudele e affamato di nome Thunderdell, possessore di un'oca parlante di nome Galaga in grado di deporre uova d'oro al suono di un'arpa incantata dalla soave melodia. Jack rubò oca e arpa per poi scappare e tornare sulla terra, inseguito dal gigante. Per salvarsi Jack e sua madre tagliarono la pianta di fagioli, facendo precipitare il gigante che morì nella caduta.
Il protagonista di quella fiaba è in realtà un antenato di Jack vissuto circa quattrocento anni prima ed è tramite la sua avventura che la famiglia Robinson ha ottenuto la sua ricchezza ma allo stesso tempo anche la sua maledizione. Wilhelmina conclude dicendogli che la fiaba potrebbe non essere la verità completa e che la risposta che Jack cerca potrebbe trovarsi in cima alla pianta di fagioli. L'uomo non sembra credere alla storia però, ma prima di congedarsi da lei riceve un medaglione, contenente l'unico fagiolo magico che non germogliò (in quanto caduto su una roccia). Jack si reca quindi nel laboratorio a riflettere sulla faccenda e lì incontra Ondine che rivela di provenire dal mondo del gigante e che il suo compito è quello di recuperare l'oca e l'arpa rubati dall'avo di Jack. La conversazione fra i due viene interrotta dall'arrivo della sicurezza e la ragazza usa uno strano congegno per scappare.
Jack si reca nei boschi vicini e pianta il fagiolo magico nel terreno: nella notte la pianta cresce fino a raggiungere il cielo e Jack inizia a scalarla, giungendo nella terra dei giganti, la pianta muore appena arrivato e dove viene accolto da Ondine e da alcuni suoi compagni che catturano Jack: a causa del furto dell'oca e dell'arpa il paese soffre la fame da più di 391 giorni, 391 anni sulla Terra (un giorno del regno dei Giganti equivale a un anno terrestre), e per questo Jack deve essere portato dinnanzi al consiglio dei Giganti (che comprende anche figure mitologiche come Odino, Thor e la divinità buddista Mahakala) ed essere giudicato per il crimine della sua famiglia.
Nel corso del processo viene fuori la verità su quanto accaduto: fu Ondine ad accogliere per prima il Jack di 400 anni prima e a fargli conoscere Thunderdell (che l'aveva adottata in precedenza), in realtà un gigante generoso e dal buon cuore che accolse di buon grado il giovane. Ma quando questi vide l'oca dalle uova d'oro e l'arpa decise di tradire la fiducia di Thunderdell e l'amore di Ondine e rubò i due oggetti, facendo poi precipitare il gigante dalla pianta di fagioli mentre questi tentava di scendere sul nostro mondo per recuperare arpa e oca, non per avidità ma per impedire il disastro che si sarebbe abbattuto sul suo mondo senza di esse. Per riottenere gli oggetti rubati e far tornare la prosperità è necessaria la morte di Jack, grazie alla quale oca e arpa ritornerebbero a casa: Jack viene quindi condannato a morte e imprigionato, nonostante questi si offra di tornare nel proprio mondo per recuperare gli oggetti rubati.
Ondine però non è soddisfatta dalla sentenza, perché è chiaro che Jack è molto diverso dal proprio antenato e che non è stato lui a rubare gli oggetti, o a uccidere Thunderdell, senza contare che ormai lei se ne è innamorata, quindi decide di aiutarlo: il giorno dell'esecuzione lo libera e, con l'aiuto del figlio di Thunderdell, Bran, i due fanno ritorno sulla terra. Nelle poche ore a disposizione prima di essere catturati dai Giganti, i due cercano di ritrovare l'oca e l'arpa. Ma a causa del diverso scorrere del tempo fra i due mondi sono passati sette anni sulla terra: Jack è considerato ormai morto (e dovrebbe avere quarant'anni) e l'azienda è passata sotto il controllo di Siggy. Jack e Ondine si recano da Wilhelmina, scoprendo che l'anziana è in realtà la madre del primo Jack e che fu lei a dare il colpo di grazia a Thunderdell. Per questo, anche lei è stata maledetta e costretta a invecchiare senza morire e ad assistere impotente alla morte dei suoi discendenti. Secondo Wilhelmina oca e arpa sono nel castello di famiglia e indica loro un passaggio segreto per accedervi.
All'interno del castello Jack e Ondine trovano Galaga in un bunker pieno di uova d'oro e incontrano Merlinis, lo scienziato a cui Jack aveva negato i fondi per il suo progetto anni prima, intento a tentare di clonare l'oca e le sue capacità sotto ordine di Siggy. Per quanto ci abbia provato, ogni sforzo è stato inutile, generando solo animali mortali. Presa l'oca (dove sulla terra ha perso la parola) grazie all'aiuto dell'uomo, i due trovano anche l'arpa (diventata un semplice strumento) ma vengono fermati dalle guardie e da Siggy. Sorpreso che Jack sia ancora in vita, Siggy confessa di aver dichiarato lui la sua morte per impossessarsi dei suoi beni, oca e arpa compresi e di averlo manipolato per evitare di avere eredi e si prepara a uccidere i due. Fortunatamente in loro soccorso arriva la squadra dei Giganti che mettono al tappeto Siggy: Jack restituisce oca e arpa ai legittimi proprietari e viene perdonato per i crimini commessi dal suo avo. Il mondo dei Giganti torna alla prosperità di un tempo e Wilhelmina può finalmente spirare serenamente e riposare in pace, ma Ondine e Jack si separano, nonostante l'amore fra i due. La separazione dura poco però: mentre l'azienda di Jack annuncia al mondo che si impegnerà a sostenere completamente il progetto di Merlinis, mentre Siggy è finito in manicomio creduto pazzo dopo aver raccontato dei giganti, a Ondine viene concesso il permesso di fermarsi una settimana (pari a sette anni terrestri) sulla terra e i due possono finalmente restare insieme e crearsi una famiglia, tutta via, Ondine mostra a Jack due aste magiche che sono il loro passaggio per fare ritorno nella terra dei giganti, pensando in futuro ad un possibile ritorno nella terra della ragazza.